# Шарлотта Амалія Нассау-Ділленбурзька
Шарлотта Амалія Нассау-Ділленбурзька (нім. Charlotta Amalia von Nassau-Dillenburg, 13 червня 1680 — 11 жовтня 1738) — принцеса Нассау-Ділленбурзька з династії Нассау, донька князя Нассау-Ділленбургу Генріха та бжезької принцеси Доротеї Єлизавети, дружина князя Нассау-Узінгену Вільгельма Генріха. Регентка Нассау-Узінгену у 1718—1733 роках та Нассау-Саарбрюкену у 1735—1738 роках. Засновниця архіву в Ідштайні та бібліотеки в Узінгені.

## Біографія
Народилась 13 червня 1680 року у Ділленбурзькому замку. Була одинадцятою дитиною та шостою донькою в родині князя Нассау-Ділленбургу Генріха та його дружини Доротеї Єлизавети Бжезької. Мала старших сестер Софію Августу, Альбертіну, Фредеріку Амалію та Вільгельміну Генрієтту й братів Вільгельма, Адольфа, Георга Людвіга та Фрідріха Генріха. Двоє останніх пішли з життя у липні наступного року. Згодом сімейство поповнилося чотирма молодшими дітьми. 
Втратила матір в 11 років. Батько більше не одружувався. Його правління було компетентним, але не визначним. У квітні 1701 року після його смерті престол посів старший брат Вільгельм.
У 25-річному віці Шарлотта Амалія стала дружиною 21-річного князя Нассау-Узінгену Вільгельма Генріха. Весілля відбулося 15 квітня 1706 року у Ділленбурзі. Шлюбний контракт було підписано за день перед цим. Наречений перебував на дійсній службі у голандському війську у чині полковника, 1707 року вийшов у відставку. У подружжя народилося дев'ятеро дітей. Мешкало сімейство в Узінгенському замку. У лютому 1718 року Вільгельм Генріх помер.
Оскільки сини ще були неповнолітніми, Шарлотта Амалія виконувала функції регентки до 1733 року. Правила з великою обачністю та енергійністю, проявила себе особливо здібною в організації керуючих органів влади. Наприклад, були розділені суд та державна адміністрація. Видала численні закони, які перетворили князівство на сучасну державу того періоду. Суворо стежила за отриманням обов'язкової освіти й організувала семінар для підготовки вчителів. З іншого боку, ввела в країні велику кількість заборон та обмежень для юдеїв. Також не змогла скоротити державний борг через обмеженість фінансів. У 1728 році, зі смертю останнього графа, до складу Нассау-Узінгену увійшли землі Нассау-Саарбрюкена,  Нассау-Отвайлера та Нассау-Ідштайна.

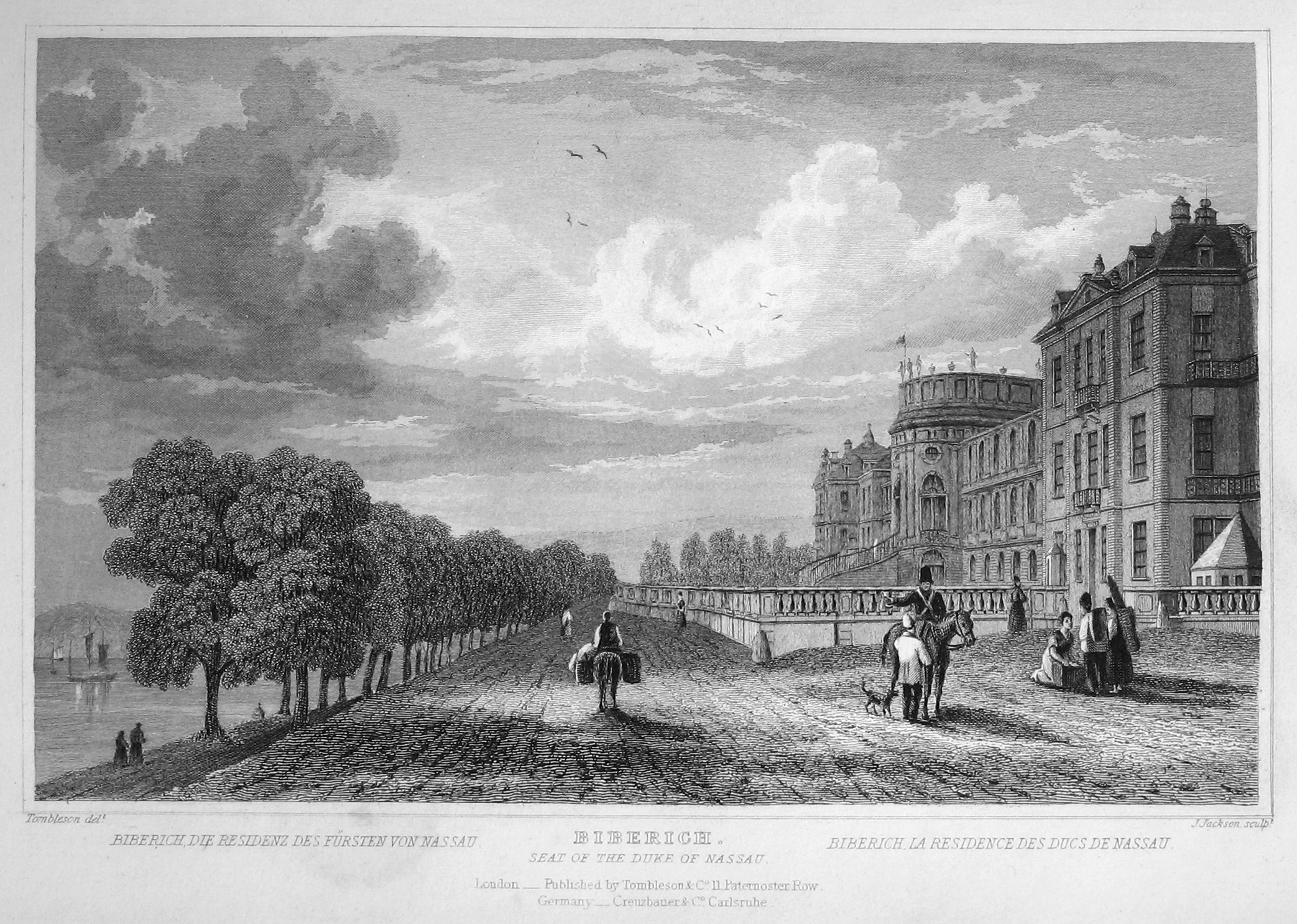
Замок Бібріх

Цікавилася латературою, при її дворі мешкав лікар і письменник Даниель Вільгельм Трель. У тому ж 1728 році заснувала нассауський архів в Ідштайні, а у 1730 році — бібліотеку в Узінгені, яка дала початок Державній бібліотеці Вісбадену, куди була перевезена у 1744 році. У 1733—1738 роках придворний архітектор Ф. Й. Штенгель, за наказом правительки, перебудував міський замок в Узінгені на бароковий палац. Проте сама була відома скромним способом життя, який вела через великі зовнішні борги.
У 1735 році землі князівства були поділені між двома її вижившими синами. Оскільки менший, Вільгельм Генріх, якому відійшли землі Нассау-Саарбрюкену, був ще неповнолітнім, Шарлотта Амалія здійснювала регентство при ньому до самої своєї смерті у 1738 році. Проживала переважно у замку Бібріх.
Пішла  з життя 11 жовтня 1738 року у замку Бібріх. Була похована у князівській крипті у кірсі Святого Лаврентія в Узінгені.

## Родина
Чоловік  — Вільгельм Генріх
Діти:

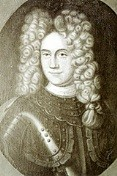
Портрет Вільгельма Генріха пензля невідомого майстра

- Франциска Доротея (1707—1750) — одружена не була, дітей не мала;
- Генріх Фердинанд (3 червня—12 грудня 1708) — прожив півроку;
- Амалія Фредеріка (18 вересня—14 грудня 1709) — прожила 3 місяці;
- Вільгельм Адольф (2—27 грудня 1710) — прожив 3 тижні;
- Карл (1712—1775) — князь Нассау-Узінгену у 1718—1775 роках, був двічі одруженим, мав восьмеро дітей від обох шлюбів;
- Людвіг Август (27 квітня—16 грудня) — прожив 7 місяців;
- Ядвіґа Генрієтта (1714—1786) — каноніса Герфордського абатства;
- Йоганна Крістіна (1715—1716) — прожила 10 місяців;
- Вільгельм Генріх (1718—1768) — князь Нассау-Саарбрюкену у 1735—1768 роках, був одружений з графинею Софією Ербахською, мав п'ятеро дітей.